# Seven Corners
Seven Corners is een plaats (census-designated place) in de Amerikaanse staat Virginia, en valt bestuurlijk gezien onder Fairfax County.

## Demografie
Bij de volkstelling in 2000 werd het aantal inwoners vastgesteld op 8701.

## Geografie
Volgens het United States Census Bureau beslaat de plaats een oppervlakte van
1,8 km², geheel bestaande uit land.

## Plaatsen in de nabije omgeving
De onderstaande figuur toont nabijgelegen plaatsen in een straal van 4 km rond Seven Corners.